# Misumenoides rubroniger
Misumenoides rubroniger là một loài nhện trong họ Thomisidae.
Loài này thuộc chi Misumenoides. Misumenoides rubroniger được Cândido Firmino de Mello-Leitão miêu tả năm 1947.